# Hồ Phỉ
Hồ Phỉ (胡斐 - Hu Fei) là nam nhân vật chính trong hai bộ tiểu thuyết Tuyết sơn phi hồ và Phi hồ ngoại truyện của nhà văn Trung Quốc Kim Dung. Hồ Phỉ có biệt hiệu là Tuyết sơn phi hồ (Con cáo bay trên núi tuyết), là hậu duệ của Phi thiên hồ li, một trong bốn cận vệ thân tín của Sấm Vương Lý Tự Thành (Hồ, Miêu, Điền, Phạm), nổi danh với Hồ gia đao pháp.

## Tuổi trẻ anh hùng
Hồ Phỉ là con trai của Liêu Đông đại hiệp Hồ Nhất Đao, ra đời trong cuộc quyết đấu giữa Miêu Nhân Phượng và Hồ Nhất Đao, một cuộc quyết đấu giữa hai người tri kỉ nhưng vẫn chưa vượt qua được những ân oán cũ của dòng họ. Khi Hồ Phỉ ra đời, Hồ Nhất Đao bị chết độc trên lưỡi đao (do bọn Điền Quy Nông thuê thầy lang Diêm Cơ bôi lên đao kiếm của Miêu Nhân Phượng và Hồ Nhất Đao để cả hai cùng chết). Mẹ Hồ Phỉ sau khi gửi con lại cho Miêu Nhân Phượng rồi tự sát theo chồng. Bình A Tứ nhân lúc hỗn loạn đã mang Hồ Phỉ về nuôi nấng.

## Miêu tả
Kim Dung tả Hồ Phỉ là một chàng trai có vẻ ngoài man rợ, râu quai nón, khuôn mặt vô cảm